# Bunnik vasútállomás
Bunnik vasútállomás vasútállomás Hollandiában, Bunnik községben, Bunnik településen.

## Vasútvonalak
Az állomást az alábbi vasútvonalak érintik:
- Amsterdam–Arnhem-vasútvonal

## Kapcsolódó állomások
A vasútállomáshoz az alábbi állomások vannak a legközelebb:
- Utrecht Vaartsche Rijn railway station
- Driebergen-Zeist vasútállomás